# كوتا
الكوتا جنس نباتي ينتمي إلى الفصيلة النجمية. يضم هذا الجنس عدة أنواع مقبولة من النباتات موطن معظمها الوطن العربي (خاصة بلاد الشام) وحوض البحر الأبيض المتوسط. كانت معظم أنواع هذا الجنس توضع ضمن جنس الأربيان (باللاتينية: Anthemis).

## من أنواعها في الوطن العربي
- الكوتا أليفة الملوحة (باللاتينية: Cota halophila) في بلاد الشام وتركيا
- كوتا صامويلسن (باللاتينية: Cota samuelssonii) في بلاد الشام
- الكوتا ضعيفة الحراشف (باللاتينية: Cota amblyolepis) في بلاد الشام وقبرص وتركيا
- الكوتا الصبغية (باللاتينية: Cota tinctoria) في بلاد الشام ومعظم مناطق أوروبا
- الكوتا العالية (باللاتينية: Cota altissima) في بلاد الشام وشمال حوض المتوسط وحوض البحر الأسود
- الكوتا الفلسطينية (باللاتينية: Cota palaestina) في بلاد الشام وقبرص
- كوتا فييدمان (باللاتينية: Cota wiedemanniana) في بلاد الشام وتركيا وجورجيا
- الكوتا الليونيتية (باللاتينية: Cota  lyonnetioides) في بلاد الشام
- الكوتا النمساوية (باللاتينية: Cota austriaca) في بلاد الشام والمغرب العربي وشرق حوض المتوسط وحوض البحر الأسود ووسط أوروبا